# Three Arms Zone
O Three Arms Zone é uma área de Abuja, a capital da Nigéria, assim chamado porque ele contém os gabinetes do país Suprema Corte e Assembleia Nacional, assim como vários edifícios federais.